# Possibilismo libertario
Il possibilismo libertario fu una tesi politica di un settore del movimento libertario in Spagna che, senza rinunciare ai fini classici dell'anarchismo, cioè lotta per il superamento dello Stato e del capitalismo, accettò degli elementi del regime liberaldemocratico della seconda repubblica spagnola per consentire un maggiore sviluppo dell'attività politica del movimento libertario.
Ebbe un importante ruolo nella Guerra civile spagnola del 1936, moderandone alcuni eccessi.
Da questa corrente sono state elaborate diverse proposte di partecipazione ai meccanismi dello Stato, così per esempio nel 1938 il segretario generale della Confederación Nacional del Trabajo (CNT), Horacio M. Prieto, propose che la Federación Anarquista Ibérica (FAI) si convertisse in Partido Socialista Libertario e partecipasse alla socialdemocrazia; anche nel congresso della CNT celebrato nel luglio del 1945 a Carabaña, Madrid, il suo segretario in carica José Leiva propose la creazione di un partito libertario.
Il 23 marzo del 1948, nel cosiddetto Manifesto dei Diciassette, Miguel García Vivancos e altri membri come Gregorio Jover, proposero la creazione del Partido Obrero del Trabajo, rappresentazione parlamentare della CNT.
Nessuna di queste proposte si concretizzò. In questa linea si collocherà il Partido Sindicalista di Ángel Pestaña del 1934 e il Partido Laborista del 1945-1947, legato ad ex membri della CNT.

## Possibilismo contemporaneo
Attualmente potrebbero inserirsi nel solco del possibilismo libertario le organizzazioni anarcosindacaliste Sveriges Arbetares Centralorganisation (SAC) e Confederación General del Trabajo de España (CGT): tali organizzazion infatti, pur essendo ispirate da principi anti-autoritari, anticapitalisti ed autogestionari, partecipano per esempio alle elezioni sindacali.